# John Maunsell (Neurobiologe)
John Henry Richard Maunsell (* 1955 in Great Baddow, Essex, England) ist ein britisch-amerikanischer Neurowissenschaftler.
Er ist Albert D. Lasker Professor of Neurobiology an der University of Chicago. Gleichzeitig ist er dort auch Direktor des Grossman Institute for Neuroscience, Quantitative Biology and Human Behavior.
Maunsell studierte Zoologie an der Duke University. 1982 wurde er mit einem PhD in Biologie am California Institute of Technology promoviert. Anschließend hatte er einen PostDoc-Aufenthalt bei Peter Schiller am Massachusetts Institute of Technology (MIT).
1985  wurde er Assistant Professor für Physiologie an der University of Rochester, 1991 dann Associate professor. Maunsell war von 1992 bis 2006 Professor für Neuroscience am Baylor College of Medicine und dann von 2006 bis 2014 an der Harvard Medical School Professor für Neurobiologie. Seit 2014 forscht und lehrt er an der University of Chicago.
Von 2007 bis 2014 war er Editor-in-Chief des Journal of Neuroscience.
Sein Forschungsgebiet ist der Visuelle Cortex.

## Auszeichnungen
- 2020: Golden Brain Award
- 2021: Mitglied der National Academy of Sciences
- 2014: Mitglied der American Academy of Arts and Sciences
- 2002: Mitglied der American Association for the Advancement of Science

## Schriften (Auswahl)
- Newsome, W.T., Maunsell, J.H.R. and van Essen, D.C. (1986): Ventral posterior visual area of the macaque: Visual topography and areal boundaries. J. Comp. Neurol., 252: 139-153. https://doi.org/10.1002/cne.902520202.
- Maunsell, John H., and William T. Newsome: Visual processing in monkey extrastriate cortex. Annual review of neuroscience (1987).
- Merigan, William H., and J. H. Maunsell: How parallel are the primate visual pathways?. Annual review of neuroscience (1993).
- Maunsell, John HR: The brain's visual world: representation of visual targets in cerebral cortex. Science 270.5237 (1995): 764-769.
- Ghose, Geoffrey M., and John Maunsell: Specialized representations in visual cortex: a role for binding?. Neuron 24.1 (1999): 79-85.
- Maunsell, John HR, and Stefan Treue: Feature-based attention in visual cortex. Trends in neurosciences 29.6 (2006): 317-322.
- Luo, Thomas Zhihao, and John HR Maunsell: Attention can be subdivided into neurobiological components corresponding to distinct behavioral effects. Proceedings of the National Academy of Sciences 116.52 (2019): 26187-26194.